# Саматы
Саматы — деревня в Гагаринском районе Смоленской области России. Входит в состав Никольского сельского поселения. Население — 7 жителей (2007). 
Расположена в северо-восточной части области в 6 км к юго-востоку от Гагарина, в 0,1 км южнее автодороги М1 «Беларусь». В 8 км северо-западнее деревни расположена железнодорожная станция Гагарин на линии Москва — Минск. 

## История
В годы Великой Отечественной войны деревня была оккупирована гитлеровскими войсками в октябре 1941 года, освобождена в марте 1943 года. 